# Mladost Zagrzeb
Mladost Zagrzeb – wielosekcyjny chorwacki klub sportowy, z siedzibą w Zagrzebiu. Mladost jest finansowany przez miejscowy uniwersytet.

## Sekcje
- waterpolo
- hokejowa
- siatkarska:
  - sekcja kobiet
  - sekcja mężczyzn
- szachowa